# Ilargus
Ilargus là một chi nhện trong họ Salticidae.